# Saint-Christophe-Dodinicourt
Saint-Christophe-Dodinicourt – miejscowość i gmina we Francji, w regionie Grand Est, w departamencie Aube.
Według danych na rok 1990 gminę zamieszkiwały 43 osoby, a gęstość zaludnienia wynosiła 9 osób/km².